# 상하이 훙차오 국제공항
상하이 훙차오 국제공항(중국어 간체자: 上海虹桥国际机场, 정체자: 上海虹橋國際機場, 병음: Shànghǎi Hóngqiáo Guójì Jīcháng, IATA: SHA, ICAO: ZSSS)은 중국 상하이시 서쪽에 위치한 국제공항으로 제1터미널은 창닝구에, 제2터미널은 민항구에 위치해 있다.

## 개요
상하이 시내 중심에서 약 13km 떨어져 있다. 1907년 작은 군사 비행장으로 개항했으며, 이후 1923년에 민간에게 개방하면서 민간공항으로 쓰이기 시작했다. 하지만 일본에 의해 점령되면서 다시 군사 비행장으로 전환되었고 중일 전쟁 이후 중화민국에 반환되었다. 중화인민공화국 수립 이후 1964년에 민간 공항으로 다시 개항했다. 1984년과 1988년에서 1991년까지 공항 확장 공사를 했으며, 1999년 10월 1일 푸둥 신공항이 건설된 후에는 국내선용 공항으로 사용되다가 2007년 한·중·일 항공 협약을 맺으면서 서울의 김포국제공항과 도쿄의 하네다 공항 국제선이 부활, 비즈니스 국제공항이 되었다. 2010년 세계 박람회가 개최되면서 2터미널을 신축하였고 그와 동시에 활주로가 확장되었다.

## 운항 노선

### 1 터미널
| 항공사             | 목적지                                         |
| ------------------ | ---------------------------------------------- |
| 중국동방항공       | 도쿄(하네다), 서울(김포), 타이페이(쑹산), 홍콩 |
| 상하이 항공        | 도쿄(하네다), 서울(김포)                       |
| 대한항공           | 서울(김포)                                     |
| 아시아나항공       | 서울(김포)                                     |
| 일본항공           | 도쿄(하네다)                                   |
| 전일본공수         | 도쿄(하네다)                                   |
| 중화항공           | 타이페이(쑹산)                                 |
| 에바 항공          | 타이페이(쑹산)                                 |
| 마카오 항공        | 마카오                                         |
| 캐세이 드래곤 항공 | 홍콩                                           |
| 홍콩 항공          | 홍콩                                           |

### 2 터미널
| 항공사                        | 목적지 |
| ----------------------------- | --- |
| 중국국제항공                  | 광저우, 구이양, 베이징(수도), 칭다오, 쿤밍, 톈진, 후허하오터 |
| 중국남방항공                  | 광저우, 구이린, 구이양, 난닝, 난양, 베이징(수도), 산야, 산토우, 선전, 오르도스, 우루무치, 우한, 옌타이, 장저우, 창사 |
| 중국동방항공                  | 간저우, 광저우, 구이린, 구이양, 난닝, 난창, 다퉁, 란저우, 롄윈강, 뤄양, 린이, 베이징(수도), 산토우, 선전, 스좌장, 쉬저우, 우루무치, 웨이하이, 원저우, 우한, 옌타이, 이창, 장저우, 저우산, 지난, 창사, 칭다오, 쿤밍, 타이위안, 톈진, 하이페이, 한단, 황옌, 후저우, 후허하오터 |
| 군요 항공                     | 구이양, 둥잉, 산야, 선전, 원저우, 우한, 창사, 창즈, 청두, 칭다오, 쿤밍, 타이위안, 톈진, 황옌 |
| 그랜드 차이나 익스프레스 항공 | 푸양 |
| 상하이 항공                   | 광저우, 구이린, 구이양, 난창, 난닝, 린이, 몐양, 베이징(수도), 산토우, 샤먼, 선전, 스좌장, 시솽반나, 쉬저우, 옌지, 우루무치, 우한, 원저우, 원청, 이창, 인촨, 장저우, 주장, 지난, 징간샨, 칭다오, 취저우, 쿤밍, 타이위안, 톈진, 후저우                                         |
| 샤먼 항공                     | 샤먼, 취안저우(진장), 후저우 |
| 선전 항공                     | 광저우, 난닝, 선전, 진디정 |
| 스프링 항공                   | 광저우, 구이양, 난창, 산토우, 샤먼, 스좌장, 우루무치, 원저우, 주허이, 창사, 창더, 취안저우(진장), 후저우, 칭다오 |
| 쓰촨 항공                     | 주자이거우, 청두 |
| 하이난 항공                   | 베이징(수도), 타이위안, 톈진 |

## 교통

### 공항버스
- 공항버스 1선 : 푸동 국제공항 방면
- 공항버스 2선 : 정안사 공항버스터미널 방면
- 시내버스 806번 : 호푸대교 방면
- 시내버스 954A번 : 인민광장 방면
- 시내버스 941번 : 상하이역 방면

### 지하철 및 철도
훙차오 공항에 연결되는 지하철은 다음과 같다.
- 훙차오 공항 2터미널 역 - 상하이 지하철 2호선, 10호선
- 훙차오 공항 1터미널 역 - 상하이 지하철 10호선

훙차오 2터미널역 서쪽에는 훙차오 기차역(虹桥火车站) 또한 있다. 훙차오 기차역은 상하이 지하철 2호선, 10호선, 17호선과 연계된다.

## 같이 보기
- 중화인민공화국의 공항 목록